# 三増巳也
三増 巳也（みます みや、1965年 - ）は、日本の女性曲独楽師。東京都豊島区生まれ。　
一人オーケストラ芸(ハーモニカ･ギター・カスタネット・皿回しなどを同時に操る芸)の源氏太郎の長女で、江戸曲独楽宗家の三増紋也(三代目)の弟子。現在は愛媛県内子町と東京都を行き来、曲独楽師として活動。東京演芸協会所属。

## 芸歴
- 1988年　源氏うららとして、江戸芸南京玉すだれの元祖松旭斎一二三に師事する。
- 1990年　三増紋也に弟子入りする。後見名は「えみ」。初舞台は国立演芸場。東京演芸協会の所属になる。
- 1991年　アメリカのN.Y在米邦人青年会議所招待による“MATSURI”公演に参加する。
- 1994年　三増巳也と改名する。太神楽曲芸協会の所属になる。
- 1999年、2000年　文化庁の大衆芸能後継者養成講師を務める。
- 1998年、1999年、2000年、2002年　台湾の宜蘭国際童玩芸術節に招待公演される。
- 2003年　東京演芸協会と太神楽曲芸協会を退会する。
- 2004年  拠点を愛媛県喜多郡内子町に移し、曲独楽師として活動再開。文化庁の芸術家等派遣事業、大瀬中で曲独楽講師と公演をする。
- 2008年 NHk松山放送局 正月企画として「いよかんワイド」生放送出演。愛媛県美術館・あいテレビ協賛の［八犬伝の世界］展のロビーアトラクション。国芳が同時代に曲独楽を描いた浮世絵を使用、江戸時代の曲独楽の演目を再現。
- 2011年 東京演芸協会 再所属 全国での活動再開。